# 500 Millas del Norte
Les 500 Millas del Norte sont une course cycliste uruguayenne disputée autour de la ville d'Artigas, au printemps. Créée en 1969,, cette compétition se déroule sur plusieurs étapes. Elle est organisée par une fédération locale.

## Palmarès
| Année     | Vainqueur                | Deuxième           | Troisième               |
| --------- | ------------------------ | ------------------ | ----------------------- |
| 1969      | Jorge Silva              |                    |                         |
| 1970      | Luis Sosa (en)           |                    |                         |
| 1971      | Carlos Carballo          |                    |                         |
| 1972      | Jorge Silva              |                    |                         |
| 1973      | Héctor Rondán (es)       |                    |                         |
| 1974      | Carlos Olivera           |                    |                         |
| 1975      | Héctor Scayola           |                    |                         |
| 1976      | Aníbal Moiso             |                    |                         |
| 1977      | Héctor Scayola           |                    |                         |
| 1978      | Miguel Silva Júnior (pt) |                    |                         |
| 1979      | Pedro Caíno (es)         |                    |                         |
| 1980      | Walter Sassen            |                    |                         |
| 1981      | Mario Burgos             |                    |                         |
| 1982      | Óscar Richieri           |                    |                         |
| 1983      | Alcides Etcheverry (en)  |                    |                         |
| 1984      | Waldemar Domínguez       |                    |                         |
| 1985      | Nazario Pedreira         |                    |                         |
| 1986      | Daniel Lozano            |                    |                         |
| 1987      | Jorge Lozano             |                    |                         |
| 1988      | Walter Silva             |                    |                         |
| 1989      | José Castillo            |                    |                         |
| 1990      | Gustavo Figueredo (es)   |                    |                         |
| 1991      | Jorge Lozano             |                    |                         |
| 1992      | Juan Manuel Sosa         |                    |                         |
| 1993      | Marcos Follonier         |                    |                         |
| 1994      | Aníbal Belassi           |                    |                         |
| 1995      | Heleno Rodríguez         |                    |                         |
| 1996      | Claudio Sanabria         |                    |                         |
| 1997      | Lauri Lunckes            |                    |                         |
| 1998      | Marcelo Moser            |                    |                         |
| 1999      | Harley Piriz             |                    |                         |
| 2000      | Héctor Morales           |                    |                         |
| 2001      | Valcemar Silva           | Maurício Morandi   | Marcelo Mezquita        |
| 2002      | Abel de Lima             |                    |                         |
| 2003      | Martín Ferreira          |                    |                         |
| 2004      | Federico Pagani          |                    |                         |
| 2005      | Diego Simiane            | Gabriel Richard    | Mauro Abel Richeze      |
| 2006      | Julián González          | Gonzalo Maquia     | Raúl Turano             |
| 2007      | Claudio Arone            | Jeremiah Rodríguez | Nemesio García          |
| 2008      | Jeremiah Rodríguez       | Claudio Arone      | Joaquín Etchenique      |
| 2009      | Matías Médici            | Héctor Aguilar     | Sebastián Cancio        |
| 2010      | Walter Trillini          | Rafael Gasparini   | Agustín Moreira         |
| 2011      | Pablo González           | Rafael Herrero     | Everson Camilo          |
| 2012      | Diego Simiane            | Mauro Agostini     | Matías Torres           |
| 2013      | Armando Camargo          | Sebastián Cancio   | Lucas Solda             |
| 2014      | Miguel Montes            | Pablo González     | Gabriel Richard         |
| 2015      | José Luis Rivera         | Sergio Fredes      | Juan Pablo Dotti        |
| 2016      | Rafael Safadi            | Gabriel Richard    | Fernando Finkler        |
| 2017      | Rafael Safadi            | Gabriel Richard    | Vanderlei Melchior      |
| 2018      | Pablo Troncoso           | Nicolás Traico     | Roberto Leite Rodrigues |
| 2019      | Nicolás Rodríguez        | Armando Camargo    | Alex Melo               |
| 2020-2021 | pas de course            | pas de course      | pas de course           |
| 2022      | Omar Azzem               | Erlan Filho        | Rodrigo Nascimento      |
| 2023      | Juan Manuel Tur          | Alex Melo          | Rodrigo Nascimento      |
| 2024      | Sergio Fredes            | Niber Bentancor    | Nicolás Rodríguez       |
| 2025      | Nicolás Traico           | Germán Broggi      | Rafael Safadi           |